# Reprezentacja Irlandii na Mistrzostwach Europy w Wioślarstwie 2010
Reprezentacja Irlandii na Mistrzostwach Europy w Wioślarstwie 2010 liczyła 4 sportowców. Najlepszymi wynikami było 4. miejsce w dwójce podwójnej wagi lekkiej kobiet.

## Medale

### Złote medale
Brak

### Srebrne medale
Brak

### Brązowe medale
Brak

## Wyniki

### Konkurencje mężczyzn
- dwójka podwójna wagi lekkiej (LM2x): Niall Kenny, Mark O'Donovan – 10. miejsce

### Konkurencje kobiet
- dwójka podwójna wagi lekkiej (LW2x): Claire Lambe, Siobhan McCrohan – 4. miejsce